# Zalahaláp
Zalahaláp je obec v Maďarsku v župě Veszprém, spadající pod okres Tapolca. Nachází se asi 2 km severovýchodně od Tapolcy a asi 42 km jihozápadně od Veszprému. V roce 2015 zde žilo 1 204 obyvatel. Dle údajů z roku 2011 tvoří 84,1 % obyvatelstva Maďaři, 0,7 % Romové a 0,6 % Němci, přičemž 15,8 % obyvatel se ke své národnosti nevyjádřilo.

## Sousední obce
| Růžice kompasu | Nyirád    |  | Sáska | Růžice kompasu |
| Růžice kompasu | Sever     |  |       | Růžice kompasu |
| Růžice kompasu | Zalahaláp |  |       | Růžice kompasu |
| Růžice kompasu | Jih       |  |       | Růžice kompasu |
| Růžice kompasu | Tapolca   |  |       | Růžice kompasu |